# Ґліни (Великопольське воєводство)
Ґліни (пол. Gliny) — село в Польщі, у гміні Рихвал Конінського повіту Великопольського воєводства.
Населення — 261 особа (2011).
У 1975-1998 роках село належало до Конінського воєводства.

## Демографія
Демографічна структура станом на 31 березня 2011 року:
|          | Загалом | Допрацездатний вік | Працездатний вік | Постпрацездатний вік |
| -------- | ------- | ------------------ | ---------------- | -------------------- |
| Чоловіки | 131     | 36                 | 87               | 8                    |
| Жінки    | 130     | 30                 | 78               | 22                   |
| Разом    | 261     | 66                 | 165              | 30                   |